# 星野泰聖
星野 泰聖（ほしの たいせい、1979年7月24日 - ）は、神奈川県出身のサッカー指導者。

## 来歴
選手時代は横浜F・マリノスジュニアユース追浜、桐蔭学園高校、尚美学園大学などでプレーした。
2013年、Y.S.C.C.横浜U-18の監督に就任。2014年より、トップチームのGKコーチに就任した（同年はU-18監督と兼任）。

## 所属クラブ
- 馬堀SC
- 横浜F・マリノスジュニアユース追浜
- 桐蔭学園高等学校
- 大阪経済大学
- 尚美学園大学

## 指導歴
- 2004年 - 2006年  関西国際大学 コーチ
- 2006年 - 2013年  尚美学園大学サッカー部 ヘッドコーチ
- 2013年 -  横浜スポーツ&カルチャークラブ
  - 2013年 - 2014年 U-18 監督
  - 2014年 - 2017年 トップチーム GKコーチ
- 2018年 -  広州富力足球倶楽部 アカデミーユースGKコーチ